# Joseph Liouville

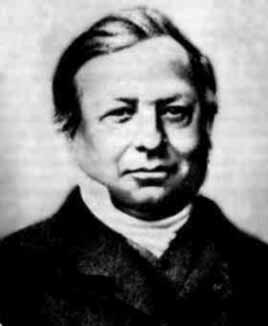
Joseph Liouville

Joseph Liouville (* 24. März 1809 in Saint-Omer; † 8. September 1882 in Paris) war ein französischer Mathematiker.

## Leben
Liouville studierte in Toul und ab 1825 in Paris an der École polytechnique, wo er zwei Jahre später, unter anderem bei Poisson, seine Prüfungen ablegte. Nach einigen Jahren als Assistent an verschiedenen Universitäten wurde er 1838 zum Professor an der École Polytechnique ernannt. 1850 setzte er sich bei der Bewerbung um einen Mathematiklehrstuhl am Collège de France knapp gegen Cauchy durch, woraus sich ein Streit zwischen den beiden entwickelte, und 1857 wurde er überdies auf einen Mechaniklehrstuhl berufen.
Neben seiner herausragenden Forschung war Liouville auch ein sehr guter Organisator. 1836 gründete er das noch heute sehr angesehene Journal de Mathématiques Pures et Appliquées, um die Arbeit anderer Mathematiker zu verbreiten, und leitete dieses Journal bis 1874. Er war der Erste, der die Bedeutung der Schriften von Évariste Galois voll erfasste, und veröffentlichte sie 1846 in seiner Zeitschrift. Liouville war auch zeitweise politisch aktiv und wurde 1848 in die Nationalversammlung gewählt. Nach einer Wahlniederlage im Jahr darauf zog er sich allerdings aus der Politik zurück. 1839 wurde er Mitglied der Académie des sciences, 1840 korrespondierendes Mitglied der Russischen Akademie der Wissenschaften in St. Petersburg und 1850 auswärtiges Mitglied der Royal Society. 1856 wurde er zum auswärtigen Mitglied der Göttinger Akademie der Wissenschaften gewählt. 1859 wurde er in die American Academy of Arts and Sciences gewählt. 1875 wurde er Ehrenmitglied (Honorary Fellow) der Royal Society of Edinburgh.
Liouville arbeitete in zahlreichen mathematischen Teilgebieten, darunter Zahlentheorie, Funktionentheorie und Differentialgeometrie, aber auch in mathematischer Physik und sogar in Astronomie. Ein bekanntes Ergebnis ist der Satz von Liouville, an dem heute keine Einführung in die Funktionentheorie vorbeikommt. In der Theorie der quasikonformen und quasiregulären Abbildungen wird als Satz von Liouville sein Ergebnis bezeichnet, dass für {\displaystyle n\geq 3} die einzigen konformen Abbildungen eines Gebiets in {\displaystyle \mathbb {R} ^{n}} Einschränkungen von Möbiustransformationen sind. Liouville war auch der erste, dem ein Beweis für die Existenz transzendenter Zahlen gelang, indem er eine unendliche Klasse solcher Zahlen als Kettenbrüche konstruierte (Liouville-Zahlen). Er führte auch eine zahlentheoretische Funktion, die Liouville-Funktion ein. Weiter zeigte Liouville, dass die Stammfunktion elementarer Funktionen nicht elementar sein muss. (Seine Frage nach einem Algorithmus, mit dem entschieden werden kann, wann dies der Fall ist, wurde 1969 von Robert Risch beantwortet.) In der mathematischen Physik stellt die Sturm-Liouville-Theorie, die er gemeinsam mit Charles-François Sturm entwickelte, einen der wichtigsten Zugänge zur Lösung von Integralgleichungen dar. Nach dem Liouville'schen Satz für konservative physikalische Systeme, die im Hamilton-Formalismus beschrieben werden, ist das von benachbarten Trajektorien im Phasenraum eingeschlossene (mehrdimensionale) Volumen konstant.
Der Mondkrater Liouville ist 1973 nach ihm benannt worden.

## Bibliographie
- Jesper Lützen, Joseph Liouville 1809–1882: Master of Pure and Applied Mathematics, Springer Verlag, 1990.
- Norbert Verdier, Le Journal de Liouville et la presse de son temps: une entreprise d'édition et de circulation des mathématiques au XIXeme siècle (1824–1885), Thèse de doctorat, Université Paris-Sud 11, 2009.
- Norbert Verdier, Alexandre Moatti Joseph Liouville (1809–1882, X 1825) Le bicentenaire, Bulletin de la SABIX, n°45, 2010
- Bruno Belhoste: Joseph Liouville et le Collège de France, Revue d'histoire des sciences, Band 37, 1984, S. 255–304, Online